# Katherine Haringhton
Kinda Nayartih Haringhton Padrón (5 tháng 12 năm 1971 ) là một luật sư người Venezuela, từng giữ chức Phó Tổng chưởng lý từ năm 2017 đến 2018. Cô được biết đến với các vụ kiện pháp lý chính trị quan trọng và là thường dân duy nhất trong số bảy quan chức bị xử phạt trong thời Barack Obama quản lý bởi Sắc lệnh 13692 vào tháng 3 năm 2015 do vi phạm nhân quyền từ tháng 2 đến tháng 3 năm 2014.

## Xử phạt
Vào ngày 27 tháng 3 năm 2018, Panama đã xử phạt 55 quan chức công cộng, bao gồm cả Haringhton.
Vào ngày 25 tháng 6 năm 2018, Liên minh Châu Âu đã trừng phạt mười một quan chức, bao gồm Haringhton, để đáp lại cuộc bầu cử tổng thống Venezuela tháng 5 năm 2018.
Vào ngày 10 tháng 7 năm 2018, Kinda Haringhton, trong số mười một người Venezuela trước đây bị Liên minh châu Âu trừng phạt vào tháng 6 năm 2018, đã được thêm vào danh sách trừng phạt của Thụy Sĩ.
Haringhton đã bị chính phủ Canada xử phạt vào ngày 15 tháng 4 năm 2019 theo Đạo luật Biện pháp Kinh tế Đặc biệt. Tuyên bố của chính phủ cho biết "các lệnh trừng phạt đánh vào các quan chức cấp cao của chế độ Maduro, các thống đốc khu vực và người dân liên quan trực tiếp đến các hoạt động phá hoại các thể chế dân chủ".